# Jeremi Sieczkowski
Jeremi Michał Sieczkowski (ur. 20 lutego 1928 w Kutnie, zm. 7 marca 2019 we Wrocławiu) – polski inżynier budownictwa.

## Życiorys
Urodził się w rodzinie Zdzisława i Apolonii z Jodkowskich. Wychowywał się w koszarach (początkowo 37. Pułku Piechoty), gdyż jego ojciec mjr. Zdzisław Sieczkowski był oficerem Wojska Polskiego. Ojciec zginął 2 września 1939 pod Świekatowem. W 1940 wraz z matką został wywieziony do Kazachstanu, gdzie pomagał przy pracy w lesie i pracował w tartaku, ponadto dorywczo pracował jako pastuch w kołchozie. W 1944 trafił na Ukrainę, gdzie przez dwa lata pracował w sowchozie jako pomocnik kowala.
Po powrocie do Polski zamieszkał wraz z matką w Lignicy. Mimo szykan ze względu na pochodzenie społeczne, podjął w 1949 r. studia (studia I stopnia ukończył na Wydziale Inżynierii Politechniki Wrocławskiej w 1953 r., a II stopnia na Wydziale Budownictwa Lądowego Politechniki Warszawskiej w 1955 r.). W 1966 r. obronił pracę doktorską, stopień doktora habilitowanego uzyskał w 1972, a tytuł i stanowisko profesora nadzwyczajnego w 1983 r., a w 1995 r. stanowisko profesora zwyczajnego. Autor 75 publikacji, 19 projektów mostów i kilkunastu budowli hydrotechnicznych i przemysłowych. Promotor 7 doktorów, recenzent 10 doktoratów i 3 habilitacji.
Zawodowo związany z Wydziałem Budownictwa Lądowego (od 1990 r. Wydziałem Budownictwa Lądowego i Wodnego) Politechniki Wrocławskiej. Pracę rozpoczął w 1955 r. na stanowisku asystenta w Katedrze Statyki, a od 1960 r. został przeniesiony na stanowisko st. asystenta w Zakładzie Budowli Sanitarnych. Od 1982 do 1999 r. był kierownikiem Zakładu Metod Obliczeniowych w Projektowaniu Budowlanym Instytutu Budownictwa Politechniki Wrocławskiej. Równocześnie z pracą w Politechnice Wrocławskiej w latach 1986–1988 i 1996–1998 wykładał w Wyższej Szkole Inżynierskiej w Opolu. Ponadto w latach 1955–1962 pracował jako projektant w Pracowni Mostów Biura Projektów Transportu Drogowego i Lotniczego, a jako konsultant naukowy w latach 1970–1986 w Biurze Projektów HYDROPROJEKT. Konsultował również, w latach 1985–1987, prace renowacyjne zabytkowych budowli w przedsiębiorstwie RENOPOL, m.in. Szkoły Rycerskiej w Legnicy, twierdzy w Srebrnej Górze i kościoła św. Elżbiety we Wrocławiu.
Zmarł 7 marca 2019 r. we Wrocławiu i został pochowany na tamtejszym Cmentarzu Grabiszyńskim.

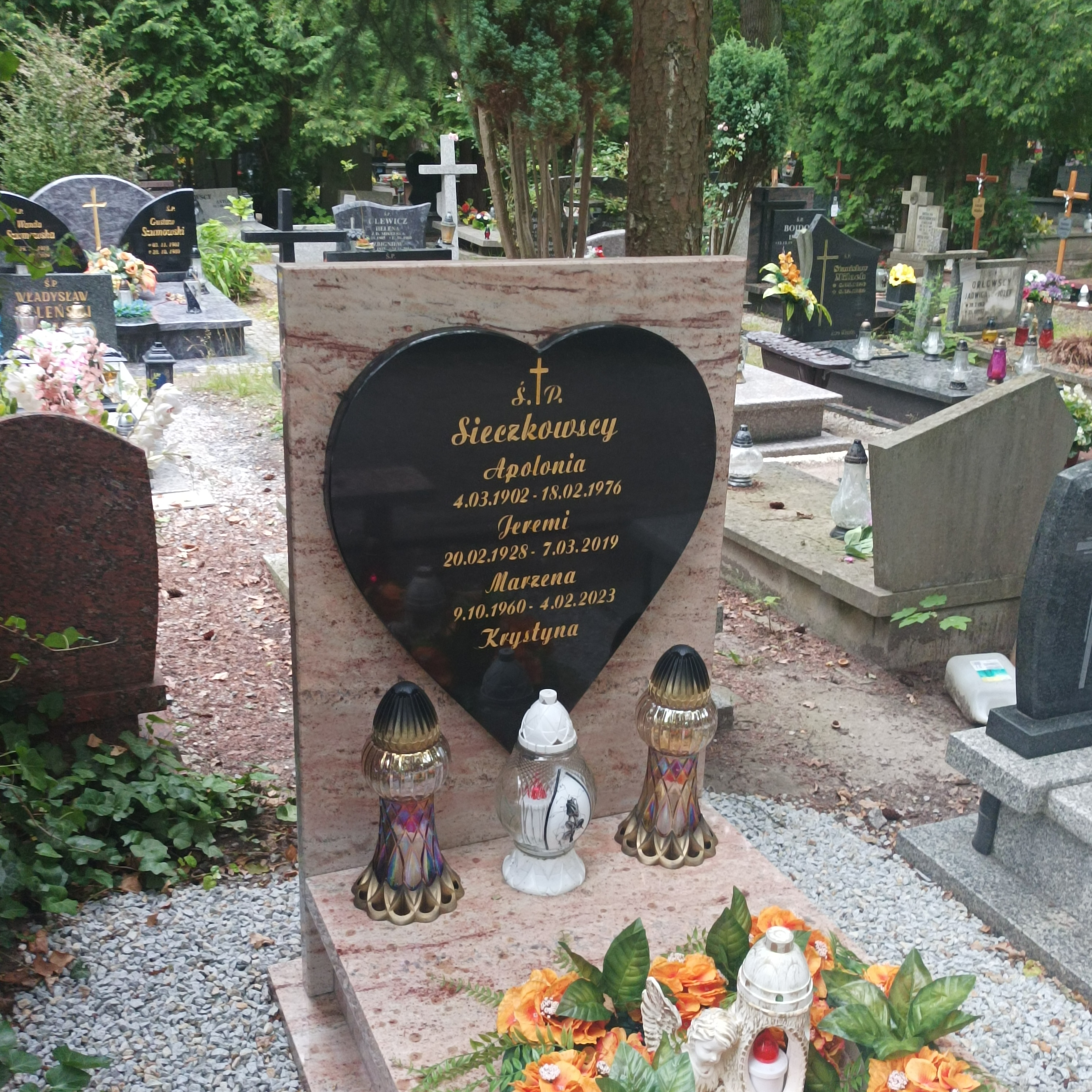
Grób prof. Jeremiego Sieczkowskiego na Cmentarzu Grabiszyńskim